# 光千屈菜
光千屈菜（学名：Lythrum anceps）为千屈菜科千屈菜属下的一个种。